# Синьківська кострицева степова ділянка
Си́ньківська кострице́ва степова́ діля́нка — ботанічна пам'ятка природи місцевого значення в Україні. Розташована на території Чортківського району Тернопільської області, при східній околиці села Синьків, на схилі південної експозиції долини річки Дністер, біля кар'єру.
Площа 9,2 га. Статус надано згідно з рішенням Тернопільської облради від 21 серпня 2000 року. Перебуває у віданні Заліщицької міської громади.
Статус надано з метою збереження лучно-степових фітоценозів. Зростають ковила волосиста, зіновать подільська, сон великий, сон розкритий (види, занесені до Червоної книги України).
Входить до складу національного природного парку «Дністровський каньйон».